# Копраш, Георг
Гео́рг Ко́праш (нем. Georg Kopprasch; родился до 1800 — умер после 1832) — немецкий валторнист и композитор.
О жизни Георга Копраша известно очень немногое. Родился он до 1800 года, его карьера валторниста-исполнителя продолжалась до 1832 года.
Сегодня Копраш известен прежде всего как автор нескольких сборников этюдов для валторны, имеющих большую методическую ценность и широко применяющихся в обучении игре на валторне. Наиболее известный из сборников — 60 избранных этюдов для валторны, соч. 6. Большинство этюдов предназначено для развития техники и расширения диапазона обучающихся. Иногда эти сборники ошибочно приписываются некоему C. Kopprasch. Это связано с ошибкой в одном из первых изданий.
Были сделаны переложения этюдов Копраша для некоторых других медных духовых инструментов: в частности для трубы, тромбона и тубы. В переложении для этих инструментов они также занимают важное место в методическом репертуаре.